# Municipio Urumaco
Urumaco es uno de los 25 municipios que forman parte del Estado Falcón, Venezuela. Sus límites son: al norte: el golfo de Venezuela y el mar de las Antillas; al sur: Municipio Democracia; al este: Municipio Miranda y al oeste: Municipio Buchivacoa. Su capital es la población de Urumaco. Tiene una superficie de 752 km² y se estima que para 2010, contaba con una población de 8349 habitantes. Este municipio está conformado por 2 parroquias, Bruzual y Urumaco.

## Historia
El 15 de noviembre de 1993 se da bajo la aprobación unánime de la asamblea legislativa, se le otorga la autonomía municipal a la parroquia Urumaco separándose del Municipio Democracia creándose el Municipio Autónomo Urumaco

## Geografía
Está ubicado en la región occidental del Estado Falcón, de norte a sur presenta una variación gradual desde los 0 metros en el Mar Caribe hasta superar los 500 metros de altura cerca de la Serranía de Las Palomas. La hidrografía del municipio está representada por los ríos: Urumaco, Cauca, Lagarto o Mide, entr otros. La región posee un relieve suave con colinas bajas, El clima de la región es árido y semiárido, con escasa pluviosidad la mayor parte del año y una temperatura promedio que oscila entre los 27 °C y los 30 °C, con vegetación xerófita.

## División político-territorial
El municipio Urumaco se divide en 2 parroquias:
| Parroquia | Capital             |
| --------- | ------------------- |
| Bruzual   | San José de Bruzual |
| Urumaco   | Urumaco             |

## Territorio Paleontológico
En el año 2000 se creó el Museo Paleontológico de Urumaco donde se conservan importantes colecciones paleontológicas de la región, las investigaciones científicas han cobrado auge especialmente desde los años veinte por los restos encontrados de vertebrados, reptiles y mamíferos; entre ellos el Phoberomys pattersoni un roedor gigante que se cree se extinguió hace 8 millones de años y el Purussaurus un caimán que medía hasta 15 metros de longitud.
En 1972 fue hallada lo que se creyó el caparazón de tortuga más grande del mundo de 2,30 metros de largo y 1,95 metros de ancho (hasta 1992), conocida como Uruma o bajo el nombre científico de Stupendemys geographicus, se estima que se extinguió hace unos 6 millones de años.

## Política y gobierno

### Alcaldes
| Período     | Alcalde                | Partido político / Alianza | % de votos | Notas |
| ----------- | ---------------------- | -------------------------- | ---------- | --- |
| 1995 - 1998 | Gustavo Hernández      |                            | -          | Primer alcalde bajo elecciones directas (Falleció en el cargo.) |
| 1998 - 2000 | Ramón Marcelino Rivero |                            | -          | (Alcalde encargado por el fallecimiento de Hernández.)(se realizaron elecciones generales adelantadas en el 2000 debido a la aprobación de la Constitución de 1999) |
| 2000 - 2004 | Elys Ramón Castillo    |                            | 56,93      | Segundo alcalde bajo elecciones directas |
| 2004 - 2008 | Elys Ramón Castillo    |                            | 55,14      | Reelecto |
| 2008 - 2013 | José Martín Perozo     |                            | 47,89      | Tercer alcalde bajo elecciones directas (se postergan 1 año las elecciones municipales pautadas para finales del 2012)                                              |
| 2013 - 2017 | José Martín Perozo     |                            | 57,95      | Reelecto |
| 2017 - 2021 | Luis Manuel Piña       |                            | 83,53      | Cuárto alcalde bajó elecciones directas |
| 2021 - 2025 | Alejandro Castillo     |                            | 52,05      | Quinto alcalde bajó elecciones directas |

### Concejo municipal
Período 1995 - 2000
| Concejales:      | Partido político / Alianza |
| ---------------- | -------------------------- |
| Maria Romero     | AD                         |
| Ramon Rivero     | AD                         |
| Roberto Chirínos | AD                         |
| Antonio Medina   | COPEI                      |
| Carlos Díaz      | COPEI                      |

Período 2013 - 2018:
| Concejales         | Partido político / Alianza |
| ------------------ | -------------------------- |
| Norge Sánchez      | PSUV                       |
| Gregorio Perozo    | PSUV                       |
| Endys Chirinos     | PSUV                       |
| Ángel Quintero     | PSUV                       |
| Franglis Hernández | MUD                        |

Período 2018 - 2021
| Concejales          | Partido político / Alianza |
| ------------------- | -------------------------- |
| Emil Roque          | PSUV                       |
| Marielys Castro     | PSUV                       |
| Desiderio Gutiérrez | PSUV                       |
| Danielys Díaz       | PSUV                       |
| Alejandro Castillo  | PSUV                       |

Período 2021 - 2025
| Concejales:      | Partido político / Alianza |
| ---------------- | -------------------------- |
| Esteban Romero   | PSUV                       |
| Yoleiza Chirínos | PSUV                       |
| Dimas Perozo     | PSUV                       |
| Danielys Díaz    | PSUV                       |
| Nelitza González | MUD                        |